# Grupo dos Cinco

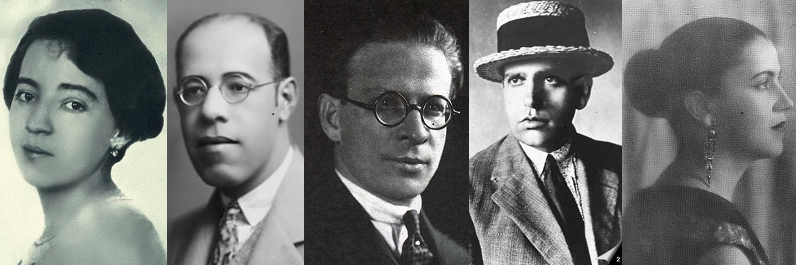
Bildmontage zur Grupo dos Cinco: Anita Malfatti, Mário de Andrade, Menotti Del Picchia, Oswald de Andrade, Tarsila do Amaral.

Die Grupo dos Cinco (deutsch Gruppe der Fünf) war eine Gruppe von einflussreichen Künstlerinnen und Schriftstellern der brasilianischen Moderne, die in São Paulo ungefähr 1922 bis 1929 zusammenarbeitete. 
Die Grupo dos Cinco bestand aus Anita Malfatti, Tarsila do Amaral, Menotti Del Picchia, Oswald de Andrade and Mario de Andrade.